# Major League Baseball 2K6
Major League Baseball 2K6 è un videogioco sportivo sviluppato da Kush Games e pubblicato da 2K Sports nel 2006 per le principali console.